# 愛知医療学院短期大学

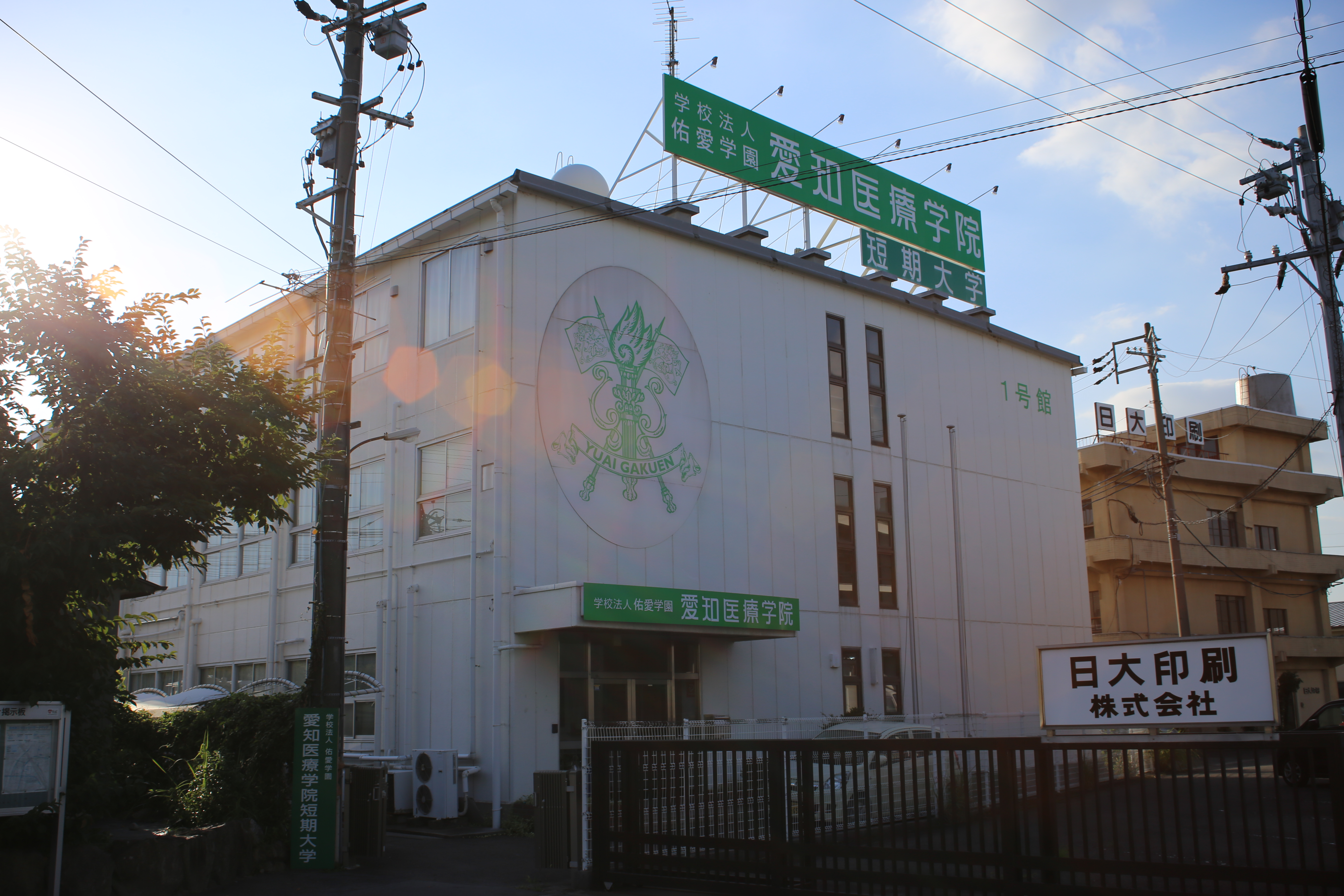
城南キャンパス（2015年8月）

愛知医療学院短期大学（あいちいりょうがくいんたんきだいがく、英語: Aichi Medical College for Physical and Occupational Therapy、公用語表記: 愛知医療学院短期大学）は、愛知県清須市一場519に本部を置く日本の私立大学。1982年創立、2008年大学設置。大学の略称は愛医短、医短。

## 概観

### 大学全体
- 愛知県清須市に所在する日本の私立短期大学で、設置主体は学校法人佑愛学園[1]。
- 2008年に開学[注 1]、以後学科数、入学定員の増減なし。ただし、専攻科の設置はあり。
- 短期大学としての入学生は2023年度が、最後である[注釈 1]。
- JR東海道本線清洲駅と枇杷島駅との間の車窓東に見渡すことができる。
- 周辺は、民家が立ち並ぶ閑静な場所で、名古屋環状2号線が東西に行き交い、清洲ジャンクションおよび清洲東インターチェンジより西へおよそ700メートルの場所に本部にあたる城北キャンパスがある。
- 1学科2専攻と専攻科1専攻からなり、男女共学。

### 建学の精神（校訓・理念・学是）
- 愛知医療学院短期大学における建学の精神は「佛心尽障」(ぶっしんじんしょう)である[注 2]
- 教育理念は以下の通りとなっている。ホームページより引用している。
  - 障害を有する人々の心身を広く支える人間性豊かな人格を形成すること
  - 自主性・創造性、問題解決能力を育成するとともに、医学の進歩と社会の変化に対応できる能力を養うこと
  - 心身機能の向上や障害受容などのための医学的な知識や技能を習得し、生涯にわたる学習の基盤を作ること

### 教育および研究
- 理学療法士・作業療法士の養成を執り行っている。専門教育にウエイトを置いており、一般教養科目が一般的な短大よりも少ない。

### 学風および特色
- 学習アドバイザー制度がある。
- 入学前スクールと称した教育支援制度がある。
- 2023年現在、日本で唯一リハビリテーション専門養成短期大学である。

## 沿革
- 1982年
  - 4月1日 左記をもって、愛知県西春日井郡清洲町において学校法人佑愛学園による専門学校愛知医療学院理学療法科が設置される。なお入学定員30名であった[5]。
- 1994年 作業療法科を増設。入学定員40名[6]。
- 2006年
  - 10月 文部科学省に対して短期大学の設置認可の申請を行う[7]
- 2008年
  - 4月1日 左記をもって愛知医療学院短期大学が以下の学科体制で開学[注 3]。
    - リハビリテーション学科
      - 理学療法学専攻 入学定員40名
      - 作業療法学専攻 入学定員40名
- 2010年
  - 3月31日 左記をもって専門学校愛知医療学院が廃止される。
  - 4月1日 左記をもって専攻科リハビリテーション科学専攻[注釈 2]を設置する[9]。
- 2011年 短期大学としての卒業生を初めて輩出する。
- 2014年
  - 1月 平成26年度大学入試センター試験参加短期大学の1校となる[10]。
- 2015年
  - 1月 平成27年度大学入試センター試験参加短期大学の1校となる[11]。
- 2016年
  - 1月 平成28年度大学入試センター試験参加短期大学の1校となる[12]。
- 2019年 城北キャンパスに校舎を増築し、3月末をもって城南キャンパスを閉鎖する。
- 2023年 この年度で学生募集を最終とする[注釈 1]。ただし、この年度に入学した学生がいなくなるまでの3年間は経過措置として短期大学が存続となる。
- 2024年
  - 4月1日 専攻科のみ学生募集を行う[注釈 3]。

## 基礎データ

### 所在地
- 愛知県清洲市一場519

### 象徴
- 右記サイトにあり[注釈 3]。

### 交通アクセス
- JR東海道本線清洲駅下車。徒歩で概ね10分以内。

### 年度別学生数
- 学生数はその該当年度の5月1日時点でのデータである。

| -        | リハビリテーション学科 | リハビリテーション学科 | 出典   |
| -------- | ---------------------- | ---------------------- | ------ |
| 専攻     | 理学療法学             | 作業療法学             | -      |
| 入学定員 | 40                     | 40                     | -      |
| 総定員   | 120                    | 120                    | -      |
| 2009年   | 76                     | 21                     | [ 15 ] |
| 2010年   | 120                    | 50                     | [ 15 ] |
| 2011年   | 143                    | 66                     | [ 15 ] |
| 2012年   | 149                    | 77                     | [ 15 ] |
| 2013年   | 155                    | 86                     | [ 15 ] |

## 教育および研究

### 組織

#### 学科
- リハビリテーション学科
  - 理学療法学専攻 入学定員40名
  - 作業療法学専攻 入学定員40名

#### 専攻科
- リハビリテーション科学専攻：修業年限1年制で学士の授与は、大学評価・学位授与機構に認定されるようになっている。理学療法士および作業療法士を取得または見込みの短期大学ほか一定基準を満たす専修学校専門課程の出身者も入学が可能である[16]。土日に開講しているため、ほとんどが社会人学生である。また、１年間で修了するのが困難な社会人に配慮して、科目等履修生の制度がある。

#### 別科
- なし

## 取得資格について
- 卒業にあたっては、国家試験の受験資格を得ることが前提となっている。
  - 理学療法士：理学療法学専攻
  - 作業療法士：作業療法学専攻
- ほか、両専攻とも初級障がい者スポーツ指導員資格も取得できる。

## 附属機関
- 愛知医療学院短期大学附属ゆうあいこども園[17]。2020年4月開園[18]。

## 研究
- 『愛知医療学院短期大学紀要』[19]

## 学生生活

### 部活動・クラブ活動・サークル活動
- 女子軟式野球部、バスケットボールサークル、映画サークルなどがある。

### 学園祭
- 愛知医療学院短期大学の学園祭は単に「学院祭」と呼ばれている。

### スポーツ
- 女子軟式野球部が、東海地区の大学女子軟式野球リーグに参戦している。2010年より、全日本大学女子野球選手権大会に出場している。
- バスケットボールサークルが全国私立短期大学体育大会に出場している。

## 大学関係者と組織

### 大学関係者組織
- 同窓会組織があり、短期大学の前身である専門学校卒業生も含まれている。1985年に形成された。

### 大学関係者一覧

#### 教員
- 河上敬介 （かわかみ　けいすけ）：本短大講師。名古屋大学医学部准教授。

#### 学生
- 前川楓：リオデジャネイロパラリンピック日本選手団として活躍した。

## 施設

### キャンパス
- 城北キャンパスと城南キャンパスがあった。短期大学本部と事務受付は城北キャンパスとなり、こちらには講義室・図書室・学生ホール・語学学習室・治療実習室・機能回復訓練室などの主要設備が整っている。したがって、メインは城北キャンパスである（最寄り駅は交通アクセスを参照）。城南キャンパスは前身である愛知医療学院専門学校の建物で、実験室や日常訓練室、水治療室と称した設備があった。城北キャンパスに比べれば1棟だけで小規模である。なお、城南キャンパスは城北キャンパスよりも五条川を隔てた南の清洲城近隣にあり、本部よりも800メートル程度離れている。平成31年3月31日をもって閉鎖された。
- 城北キャンパスと城南キャンパスそれぞれの呼び名は、清須市のシンボルともいえる清洲城の「城」に関係あるものと見て取れる。
- 図書施設はあるが、図書館ではなく図書室として位置づけている。所蔵資料は概ね10,000冊程度と小規模。

### 学生食堂
- 現在、設置されていないため、昼食は学生自らが持参する必要がある。ファミリーマートの自販機コンビニが設置されている。城北キャンパスの東を南北に通る愛知県道190号名古屋一宮線の道路わきにファミリーマート 清洲御園店（所在地は清須市一場御園739-1）があり、そこで昼食を購入する学生もいる。

## 社会との関わり
- 清洲市主催の市民健康講座や健康増進教室への教員の派遣を行っている。

## 就職について
- 卒業生の大半は、資格を活かした職についている。

## 編入学・進学実績
- リハビリテーション学科の卒業生は、専攻科に進学する人もいるものと見て取れる。専攻科は大学評価・学位授与機構に認定されているので、大学院への進学も可能である。